# Boucieu-le-Roi

Boucieu-le-Roi este o comună în departamentul Ardèche din sud-estul Franței. În 1 ianuarie 2022 avea o populație de 247 de locuitori.